# 32e régiment de tirailleurs tunisiens
Le 32e régiment de tirailleurs tunisiens est une unité coloniale de l'armée française.

## Création et différentes dénominations
- 1920: Création du 32e régiment de tirailleurs tunisiens à partir de quatre bataillons d'étapes de l'Armée d'Orient
- 1922: Dissolution
- 1940: Reconstitué en février
- 1940: Dissout en octobre

## Inscriptions portées sur le drapeau du régiment
Le drapeau du régiment ne porte aucune inscription.